# Stillwater (West Coast)
Stillwater ist eine Siedlung im Grey District der Region West Coast auf der Südinsel von Neuseeland.

## Geographie
Die Siedlung befindet sich rund 11,5 km östlich von Greymouth an der Mündung des Arnold River in den Grey River/Māwheranui. Die nächstgelegenen Siedlungen sind Dobson und Brunner, rund 3 km westlich sowie Ngahere und Blackball, rund 9,5 km in nordöstlicher Richtung.

## Verkehr
Durch Stillwater führt der New Zealand State Highway 7, der die Siedlung auf direktem Weg mit Greymouth verbindet.
In Stillwater zweigt die Bahnstrecke Stillwater–Ngākawau von der Midland Line ab. Der TranzAlpine – einziger Personenzug auf der Midland Line – fährt zwar durch Stillwater, hält dort aber nicht. Schienenpersonenverkehr nach Stillwater gab es bis Mitte des 20. Jahrhunderts.

## Ereignis
Bei einer Explosion im Jahr 1896 in einer Bergbau-Grube in Brunner wurden 65 Bergarbeiter getötet. 33 von ihnen wurden in Stillwater in einem Massengrab beerdigt.